# 1981년 뉴욕 영화 비평가 협회상
제47회 뉴욕 영화 비평가 협회상은 1981년 영화를 대상으로 하는 시상식이다.

## 수상 및 후보

### 작품상
- 레즈

### 감독상
- 도시의 제왕 - 시드니 루멧 수상

### 각본상
- 아틀란틱 시티 - 존 구아르 수상

### 여우주연상
- 스티비 - 글렌다 잭슨 수상

### 남우주연상
- 아틀란틱 시티 - 버트 랭커스터 수상

### 여우조연상
- 스티비 - 모나 워쉬 수상

### 남우조연상
- 미스터 아더 - 존 길구드 수상

### 촬영상
- 불의 전차 - 데이비드 윗킨 수상

### 외국영화상
- 피쇼테

### 특별상
- 안제이 바이다 수상
- 크지쉬토프 자누쉬 수상
- 나폴레옹